# Iris haynei
Iris haynei är en irisväxtart som beskrevs av John Gilbert Baker. Iris haynei ingår i släktet irisar, och familjen irisväxter. Inga underarter finns listade i Catalogue of Life.

## Bildgalleri

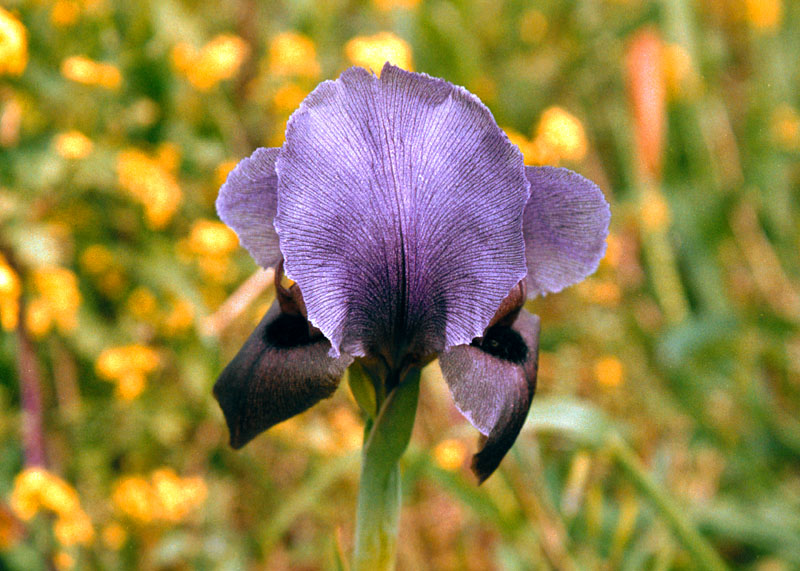
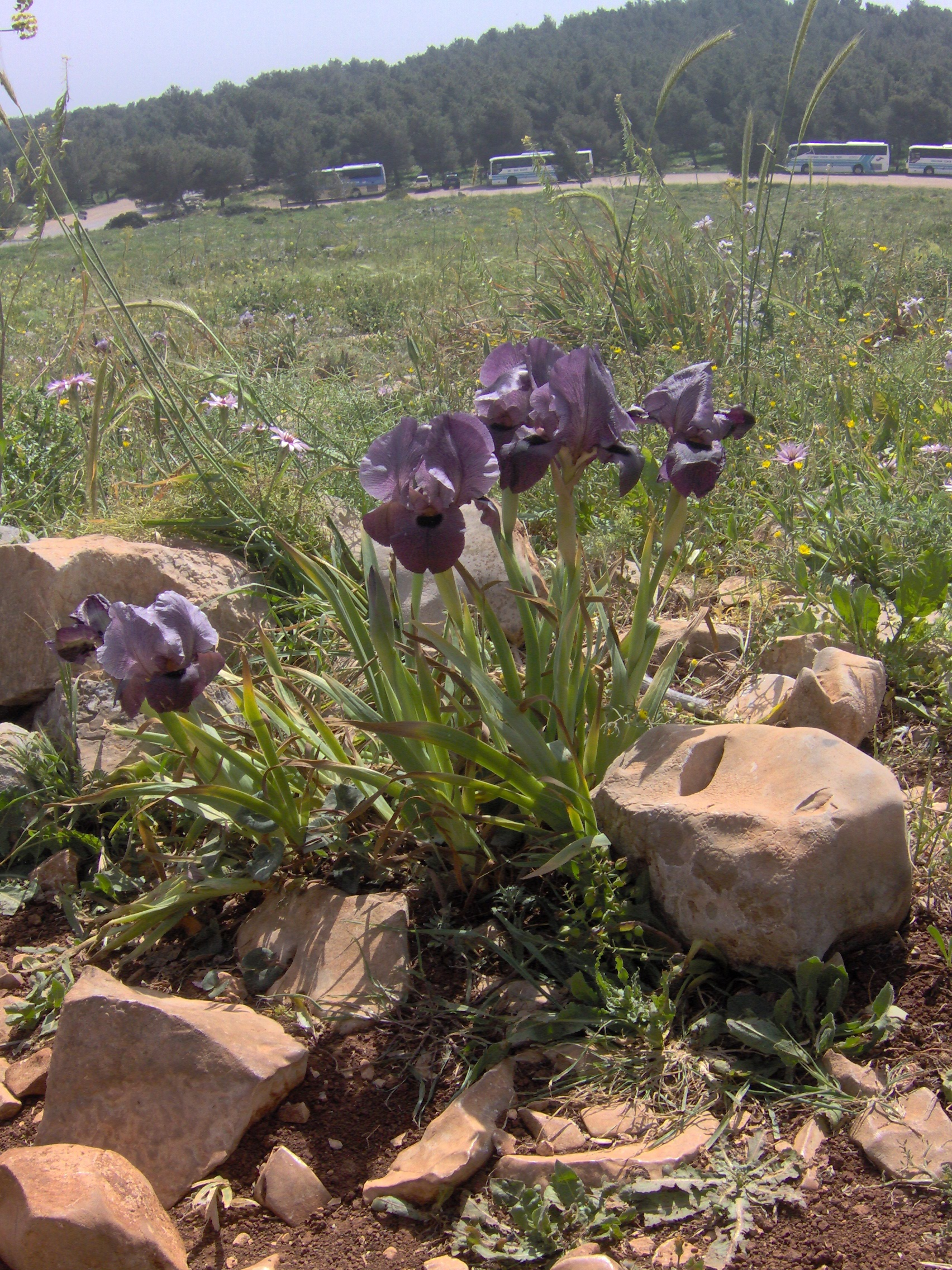
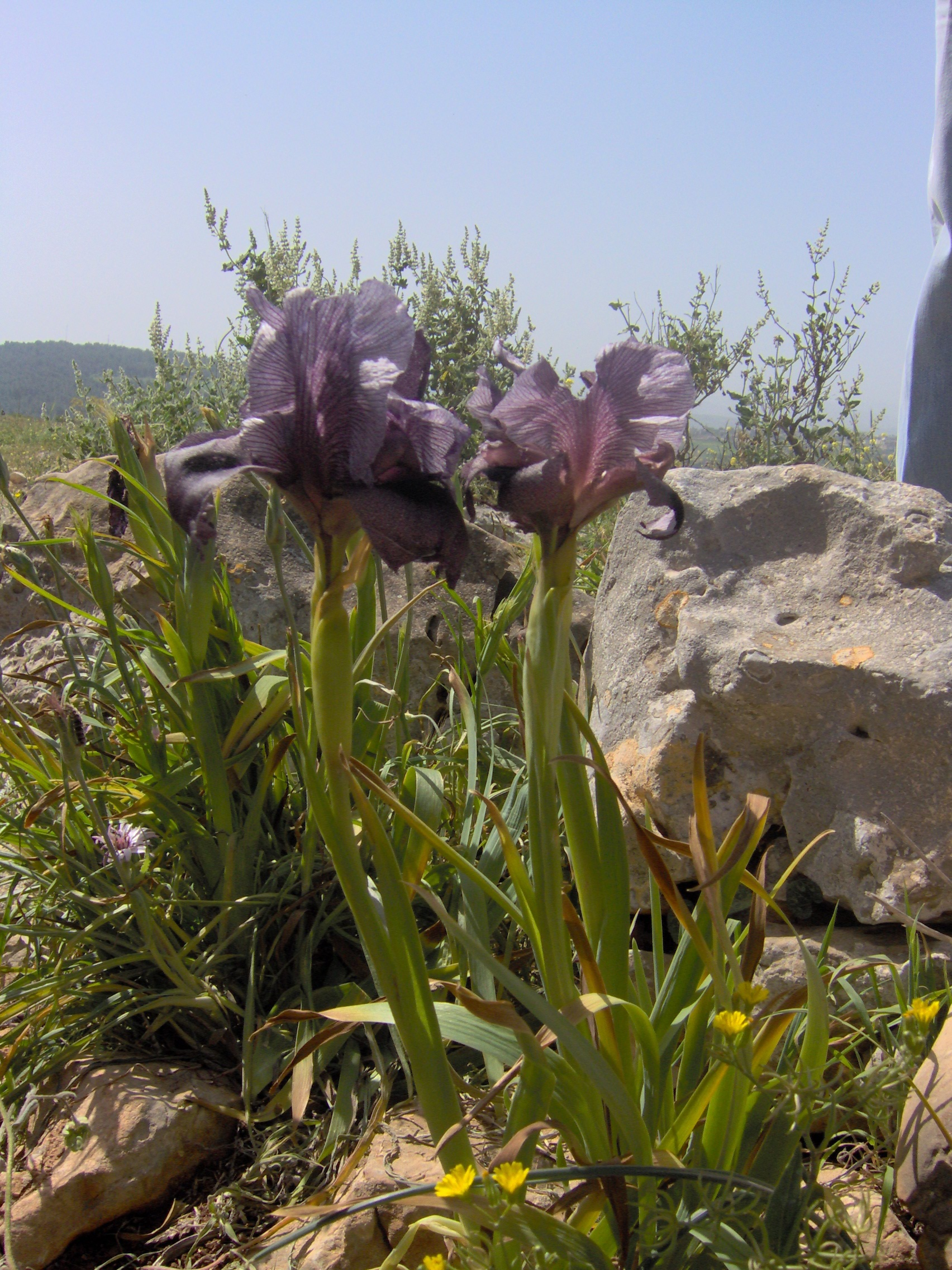
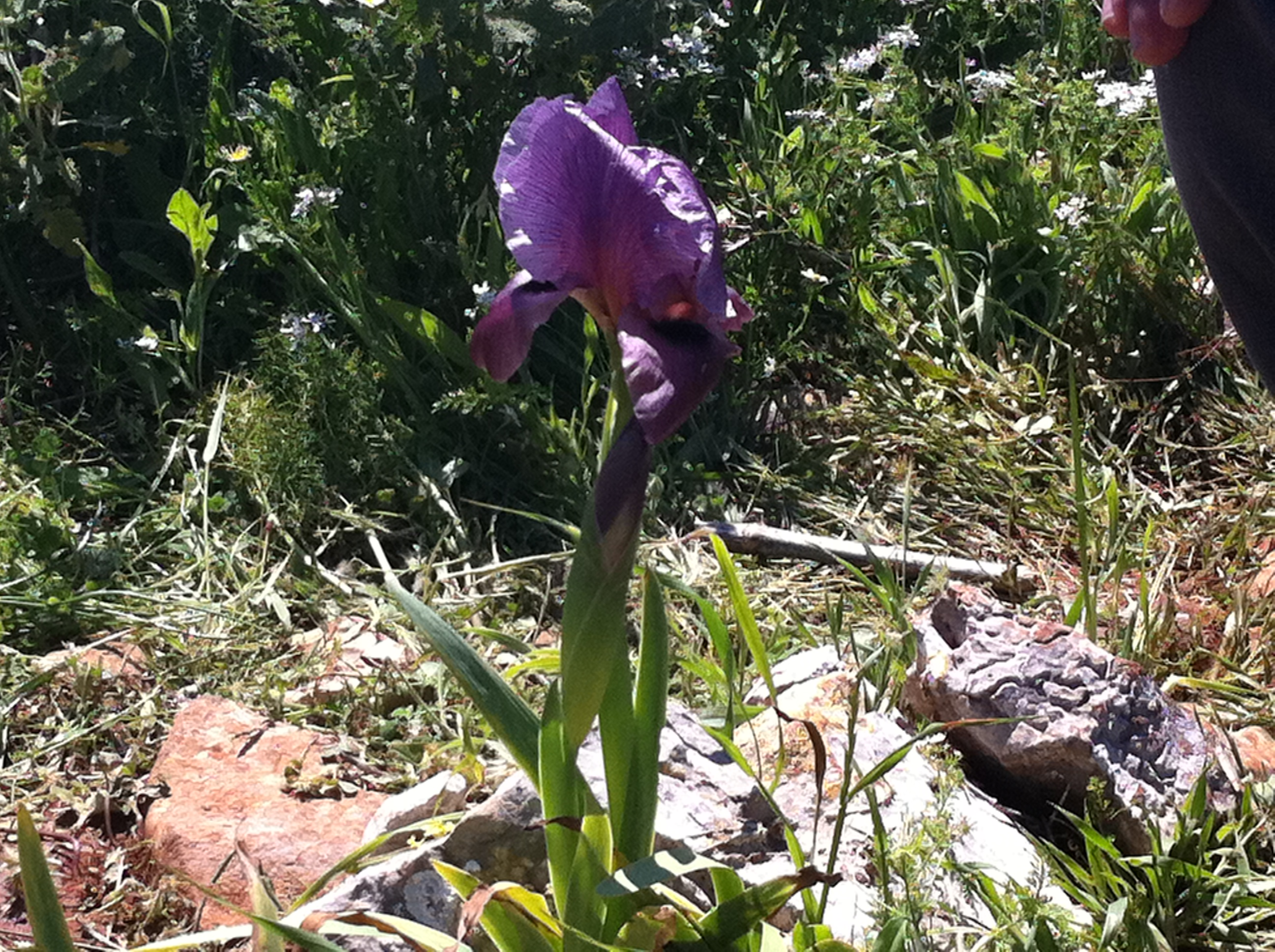
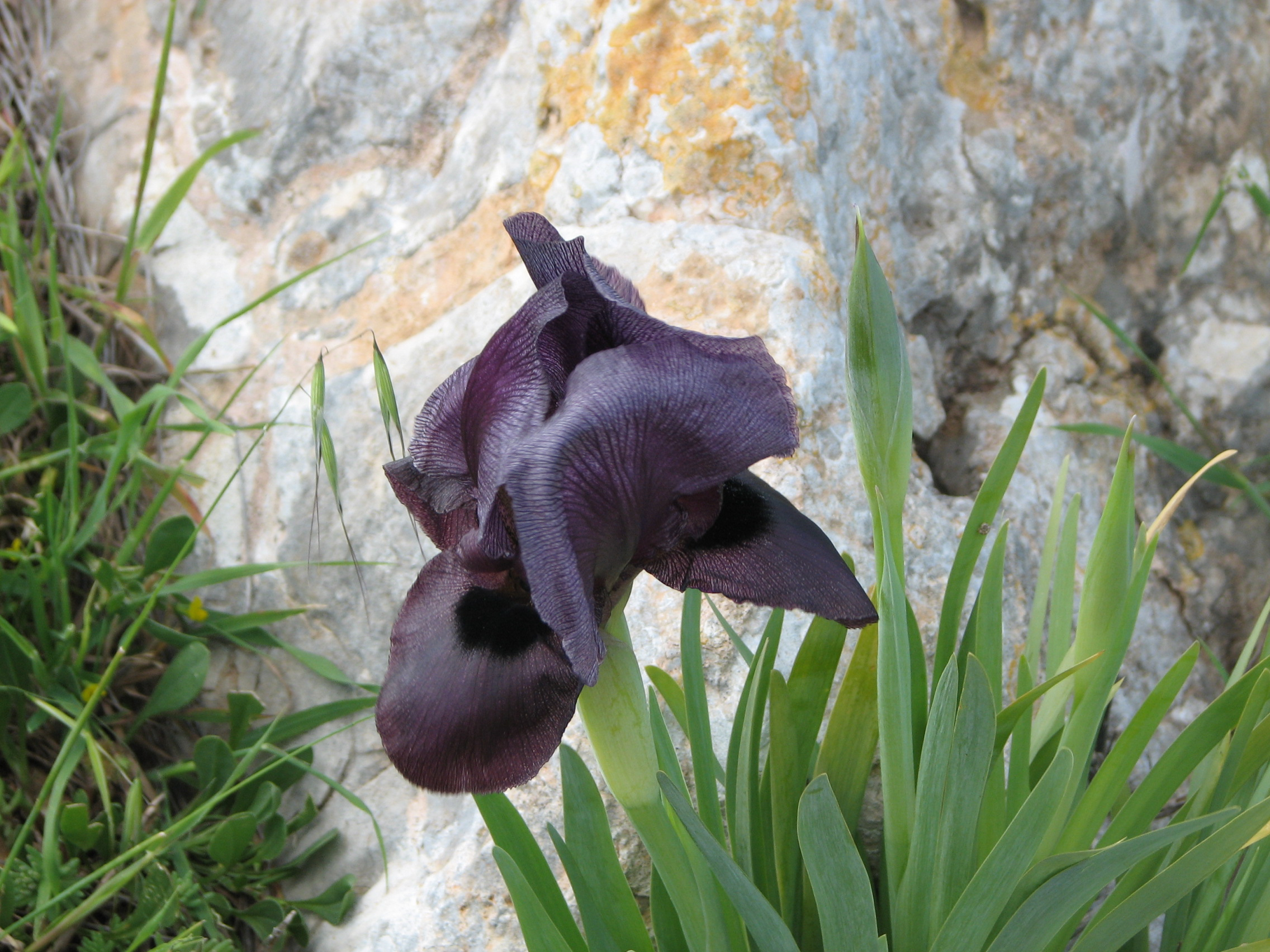
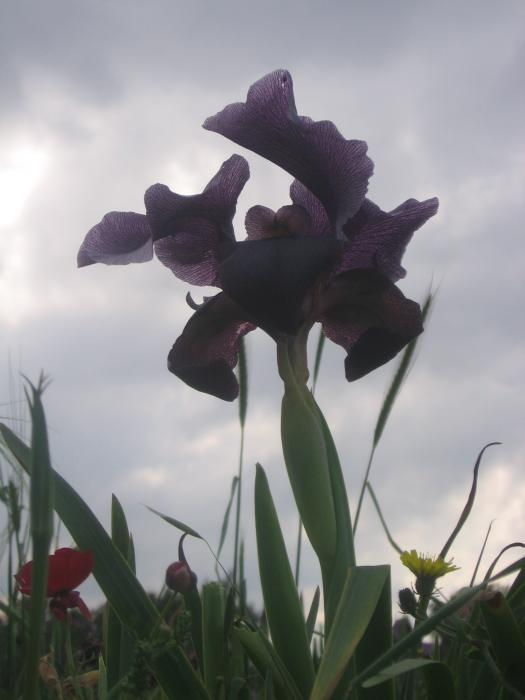